# ITF Women’s Circuit 2014 (Oktober–Dezember)
In den folgenden Tabellen werden die Tennisturniere des vierten Quartals des ITF Women’s Circuit 2014 dargestellt.

## Turnierplan
| Kategorien |
| ---------- |
| $100.000   |
| $75.000    |
| $50.000    |
| $25.000    |
| $15.000    |
| $10.000    |

### Oktober
| Datum 1 | Turnierort                                        | Siegerin Einzel         | Siegerinnen Doppel                                |
| ------- | ------------------------------------------------- | ----------------------- | ------------------------------------------------- |
| 06.10.  | Monterrey                                         | An-Sophie Mestach       | Lourdes Domínguez Lino Mariana Duque Mariño       |
| 06.10.  | Bangkok                                           | Darja Gawrilowa         | Liu Chang Lu Jiajing                              |
| 06.10.  | Rock Hill                                         | Catherine Bellis        | Cindy Burger Sharon Fichman                       |
| 06.10.  | Cairns                                            | Ayaka Okuno             | Jessica Moore Abbie Myers                         |
| 06.10.  | Albena                                            | Pernilla Mendesová      | Lenka Kunčíková Karolína Stuchlá                  |
| 06.10.  | Scharm El-Scheich                                 | Nuria Párrizas Díaz     | Sharrmadaa Baluu Wang Xiyao                       |
| 06.10.  | Pula                                              | Claudia Giovine         | Lisa Sabino Anne Schäfer                          |
| 06.10.  | Schymkent                                         | Sofja Schuk             | Albina Xabibulina Jekaterina Kljujewa             |
| 06.10.  | Lima                                              | Nathaly Kurata          | Fernanda Brito Eduarda Piai                       |
| 06.10.  | Antalya                                           | Kathinka von Deichmann  | Ye Qiuyu You Xiaodi                               |
| 13.10.  | Joué-lès-Tours Open GDF Suez de Touraine          | Carina Witthöft         | Stéphanie Foretz Amandine Hesse                   |
| 13.10.  | Tampico                                           | Mariana Duque Mariño    | Petra Martić Maria Sanchez                        |
| 13.10.  | Makinohara Gosen Cup Swingbeach Int’l Ladies Open | Tatjana Maria           | Tatjana Maria Miki Miyamura                       |
| 13.10.  | Goyang                                            | Magda Linette           | Hong Hyun-hui Lee So-ra                           |
| 13.10.  | Bangkok                                           | Jelisaweta Kulitschkowa | Varatchaya Wongteanchai Varunya Wongteanchai      |
| 13.10.  | Florence                                          | Catherine Bellis        | Jamie Loeb Sanaz Marand                           |
| 13.10.  | Toowoomba                                         | Ellen Allgurin          | Jessica Moore Abbie Myers                         |
| 13.10.  | Scharm El-Scheich                                 | Nuria Párrizas Díaz     | Diana Bogoliy Anastasia Kharchenko                |
| 13.10.  | Iraklio                                           | Viktória Kužmová        | Yumi Nakano Julija Stamatowa                      |
| 13.10.  | Pula                                              | Corinna Dentoni         | Anna Klasen Charlotte Klasen                      |
| 13.10.  | Lima                                              | Bianca Botto            | Fernanda Brito Eduarda Piai                       |
| 13.10.  | Antalya                                           | Kathinka von Deichmann  | Agata Barańska Clothilde de Bernardi              |
| 20.10.  | Poitiers Internationaux Féminins de la Vienne     | Tímea Babos             | Andrea Hlaváčková Lucie Hradecká                  |
| 20.10.  | Saguenay                                          | Julie Coin              | Ysaline Bonaventure Nicola Slater                 |
| 20.10.  | Macon                                             | Kateryna Bondarenko     | Madison Brengle Alexa Glatch                      |
| 20.10.  | Perth                                             | Rebecca Peterson        | Weronika Kapschaj Alizé Lim                       |
| 20.10.  | Hamamatsu                                         | Riko Sawayanagi         | Tatjana Maria Miki Miyamura                       |
| 20.10.  | Victoria                                          | Diāna Marcinkēviča      | Maria Fernanda Alves Patricia Maria Țig           |
| 20.10.  | Phuket                                            | Irina Ramialison        | Nicha Lertpitaksinchai Peangtarn Plipuech         |
| 20.10.  | Pereira                                           | Andrea Koch Benvenuto   | Victoria Bosio Brandy Mina                        |
| 20.10.  | Scharm El-Scheich                                 | Polina Leikina          | Diana Bogoliy Polina Leikina                      |
| 20.10.  | Iraklio                                           | Réka-Luca Jani          | Réka-Luca Jani Julija Stamatowa                   |
| 20.10.  | Pula                                              | Diana Buzean            | Diana Buzean Raluca Elena Platon                  |
| 20.10.  | Lima                                              | Bianca Botto            | Sofía Luini Guadalupe Pérez Rojas                 |
| 20.10.  | Stockholm                                         | Naomi Cavaday           | Anette Munozova Victoria Muntean                  |
| 20.10.  | Antalya                                           | Jesika Malečková        | Wettbewerb wegen schlechtem Wetter nicht beendet! |
| 27.10.  | Toronto                                           | Gabriela Dabrowski      | Maria Sanchez Taylor Townsend                     |
| 27.10.  | Nantes                                            | Kateřina Siniaková      | Ljudmyla Kitschenok Nadija Kitschenok             |
| 27.10.  | New Braunfels                                     | Irina Falconi           | Verónica Cepede Royg Mariana Duque Mariño         |
| 27.10.  | Margaret River                                    | Tereza Mrdeža           | Miyabi Inoue Varatchaya Wongteanchai              |
| 27.10.  | Scharm El-Scheich                                 | Margarita Gasparjan     | Alice Matteucci Elise Mertens                     |
| 27.10.  | Istanbul                                          | Barbora Krejčíková      | Xenia Knoll İpek Soylu                            |
| 27.10.  | Phuket                                            | Irina Ramialison        | Nicha Lertpitaksinchai Peangtarn Plipuech         |
| 27.10.  | Pereira                                           | Lilla Barzó             | Anna Brogan María Fernanda Herazo                 |
| 27.10.  | Loughborough                                      | Amy Bowtell             | Martina Borecká Shérazad Reix                     |
| 27.10.  | Iraklio                                           | Dalma Gálfi             | Raluca Georgiana Șerban Oana Georgeta Simion      |
| 27.10.  | Pula                                              | Martina Caregaro        | Georgia Brescia Lisa Sabino                       |
| 27.10.  | Oslo                                              | Emma Flood              | Alexa Guarachi Nina Stojanović                    |
| 27.10.  | Benicarlo                                         | Andrea Gámiz            | Aliona Bolsova Zadoinov Andrea Gámiz              |
| 27.10.  | Stockholm                                         | Naomi Cavaday           | Tamara Čurović Margarita Lasarewa                 |

### November
| Datum 1 | Turnierort                           | Siegerin Einzel       | Siegerinnen Doppel                         |
| ------- | ------------------------------------ | --------------------- | ------------------------------------------ |
| 03.11.  | Bendigo                              | Eri Hozumi            | Jessica Moore Abbie Myers                  |
| 03.11.  | Captiva Island                       | Edina Gallovits-Hall  | Gabriela Dabrowski Anna Tatischwili        |
| 03.11.  | Scharm El-Scheich                    | Jewgenija Rodina      | Antonia Lottner Laura Siegemund            |
| 03.11.  | Équeurdreville-Hainneville           | Stéphanie Foretz      | Olga Doroschina Lidsija Marosawa           |
| 03.11.  | Bath Aegon GB Pro-Series Bath        | Stephanie Vogt        | Lesley Kerkhove Xenia Knoll                |
| 03.11.  | Iraklio                              | Dalma Gálfi           | Anna Bondár Dalma Gálfi                    |
| 03.11.  | Pula                                 | Anne Schäfer          | Georgia Brescia Martina Caregaro           |
| 03.11.  | Casablanca                           | Ana Savić             | Inês Murta Olga Parres Azcoitia            |
| 03.11.  | Oslo                                 | Karen Barbat          | Alexa Guarachi Darja Lodikowa              |
| 03.11.  | Vinaròs                              | Amanda Carreras       | Elke Lemmens Ariadna Martí Riembau         |
| 03.11.  | Sousse                               | Anna Klasen           | Natela Dsalamidse Janina Toljan            |
| 03.11.  | Antalya                              | Irina Maria Bara      | Irina Maria Bara Melis Sezer               |
| 10.11.  | Dubai Al Habtoor Tennis Challenge    | Alexandra Dulgheru    | Witalija Djatschenko Alexandra Panowa      |
| 10.11.  | Bendigo                              | Liu Fangzhou          | Jessica Moore Abbie Myers                  |
| 10.11.  | Minsk                                | Ana Vrljić            | Ilona Kremen Lidsija Marosawa              |
| 10.11.  | Scharm El-Scheich                    | Jewgenija Rodina      | Marie Benoît Demi Schuurs                  |
| 10.11.  | Mumbai                               | Marina Melnikowa      | Lu Jiajing Ankita Raina                    |
| 10.11.  | Helsinki                             | Amy Bowtell           | Emma Laine Jewgenija Paschkowa             |
| 10.11.  | Iraklio                              | Natalija Kostić       | Natalia Siedliska Julia Wachaczyk          |
| 10.11.  | Casablanca                           | Silvia Njirić         | Georgina García Pérez Olga Parres Azcoitia |
| 10.11.  | Castellón                            | Olga Sáez Larra       | Aliona Bolsova Zadoinov Andrea Gámiz       |
| 10.11.  | Sousse                               | Natela Dsalamidse     | Natela Dsalamidse Olexandra Koraschwili    |
| 10.11.  | Antalya                              | Nina Alibalić         | Arina Folts Valeria Prosperi               |
| 17.11.  | Toyota Dunlop Srixon World Challenge | An-Sophie Mestach     | Eri Hozumi Makoto Ninomiya                 |
| 17.11.  | Neu-Delhi                            | Ivana Jorović         | Liu Chang Lu Jiajing                       |
| 17.11.  | Asunción                             | Bianca Botto          | Sofía Luini Guadalupe Pérez Rojas          |
| 17.11.  | Sowade                               | Océane Dodin          | Anhelina Kalinina Hanna Schkudun           |
| 17.11.  | Scharm El-Scheich                    | Vojislava Lukić       | Anna Morgina Nina Stojanović               |
| 17.11.  | Casablanca                           | Corinna Dentoni       | Georgina García Pérez Olga Parres Azcoitia |
| 17.11.  | Nules                                | Olga Sáez Larra       | Alexandra Nancarrow Olga Sáez Larra        |
| 17.11.  | Sousse                               | Wiktorija Tomowa      | Natela Dsalamidse Olexandra Koraschwili    |
| 17.11.  | Antalya                              | Kristína Schmiedlová  | Alena Fomina Ekaterine Gorgodse            |
| 24.11.  | Bogotá                               | Victoria Bosio        | Anna Brogan María Fernanda Herazo          |
| 24.11.  | Scharm El-Scheich                    | Nina Stojanović       | Anna Morgina Anastassija Pribylowa         |
| 24.11.  | Astana                               | Ekaterina Yashina     | Albina Xabibulina Polina Merenkova         |
| 24.11.  | Sousse                               | Olexandra Koraschwili | Alice Balducci Martina Caregaro            |
| 24.11.  | Antalya                              | Réka-Luca Jani        | Ekaterine Gorgodse Sopia Kwazabaia         |

### Dezember
| Datum 1 | Turnierort                    | Siegerin Einzel       | Siegerinnen Doppel                                |
| ------- | ----------------------------- | --------------------- | ------------------------------------------------- |
| 01.12.  | Santiago                      | Bianca Botto          | Lauren Albanese Alexa Guarachi                    |
| 01.12.  | Mérida                        | Patricia Maria Țig    | Tatjana Maria Renata Zarazúa                      |
| 01.12.  | Bogotá                        | Victoria Bosio        | Melina Ferrero                                    |
| 01.12.  | Dschibuti                     | Harriet Dart          | Magali Kempen Francesca Stephenson                |
| 01.12.  | Scharm El-Scheich             | Anastassija Pribylowa | Nikola Fraňková Claudia Giovine                   |
| 01.12.  | Tel Aviv                      | Barbora Štefková      | Anna Bondár Ilka Csoregi                          |
| 01.12.  | Sousse                        | Dea Herdželaš         | Demi Schuurs Kelly Versteeg                       |
| 01.12.  | Antalya                       | Pia König             | Sopia Kwazabaia Chantal Škamlová                  |
| 08.12.  | Mérida Circuito Dixon Vinci 2 | Tatjana Maria         | Tatjana Maria Renata Zarazúa                      |
| 08.12.  | Lakhnau                       | Sopia Schapatawa      | Ankita Raina Emily Webley-Smith                   |
| 08.12.  | Dschibuti                     | Francesca Stephenson  | Tessah Andrianjafitrimo Ashmitha Easwaramurthi    |
| 08.12.  | Scharm El-Scheich             | Klaartje Liebens      | Rosalie van der Hoek Eden Silva                   |
| 08.12.  | Tel Aviv                      | Marta Paigina         | Julia Helbet Marta Paigina                        |
| 08.12.  | Sousse                        | Martina Caregaro      | Wettbewerb wegen schlechtem Wetter nicht beendet! |
| 08.12.  | Antalya                       | Melanie Stokke        | Irina Maria Bara Diana Buzean                     |
| 15.12.  | Ankara                        | Aleksandra Krunić     | Ekaterine Gorgodse Nastja Kolar                   |
| 15.12.  | Navi Mumbai                   | Nina Stojanović       | Despina Papamichail Nina Stojanović               |
| 15.12.  | Hongkong                      | Liang Chen            | Choi Ji-hee Kim Na-ri                             |
| 22.12.  | Pune                          | Ankita Raina          | Anna Morgina Nina Stojanović                      |
| 22.12.  | Hongkong                      | Yang Zhaoxuan         | Yang Zhaoxuan Ye Qiuyu                            |
| 22.12.  | Istanbul                      | Jana Fett             | Jana Fett Adrijana Lekaj                          |